# Lugares comunes
Lugares comunes è un film del 2002 diretto da Adolfo Aristarain.
Film di produzione argentina, spagnola e uruguaiana con protagonisti Federico Luppi e Mercedes Sampietro.